# Komin (Ploče)
Komin falu Horvátországban, Dubrovnik-Neretva megyében. Közigazgatásilag Pločéhez tartozik.

## Fekvése
Makarskától légvonalban 50, közúton 62 km-re délkeletre, községközpontjától légvonalban 8, közúton 11 km-re keletre, Banja és Opuzen között, az Orlovac-hegy alatt, a Neretva jobb partján mintegy 2 kilométer hosszan elnyúlva fekszik. A településen áthalad a 8-as számú főút (a Neretva túloldalán) és a vasútvonal. Komin egészen a II. világháborúig két településből állt, Donji- és Gornji Kominból, miután azonban megépült a vasútvonal új házak épültek a két településrész között a kőbánya alatt is egyesítve ezzel a településrészeket.

## Története
A történeti adatok szerint a települést 1716-ban alapították, miután a velenceiek elpusztították és felégették a hercegovinai Čitlukot és lakossága Metkovićra, Opuzenre, Kominra és Rogotinra települt át. A betelepülésről két változat is van a köztudatban. Az egyik Luka Vladimirović atyától opuzeni plébánostól származik, aki szerint Čitluk lerombolása után előbb a Glog, Kozjak, Galičak és Lisna nevű kis szigetekre települtek és csak 1742-ben települtek át ottani otthonaikat elhagyva a mai Kominra. Ezt a változatot fenntartásokkal kell fogadni, hiszen az 1733-ból származó első lakosság összeírás szerint akkor már minden család rendelkezett itt állandó lakóhellyel. A szigetekről való áttelepülésnek tehát mindenképpen előbb kellett történnie. Vladimirović csak 1745-től volt opuzeni plébános. A másik változat az 1716 előtti betelepülésről szól a moreai háború kezdetén, miután 1684-ben már kiűzték a törököt Opuzenből. Eszerint az első komini lakosok az állandó török zaklatások elől a Kominnal átellenben fekvő hegyekbe menekültek, ahol házaik és a temetőjük is volt és ahol könnyebben védhették magukat. Így történt ez 1687. május 22-én, amikor Kominnál átkelve a Neretván Opuzenen négyszáz török akart rajtaütni. A kominiak azonban észrevették és tűz alatt tartották őket, amíg Opuzenből az erősítés meg nem érkezett, így a törököt menekülésre kényszerítették. Amikor már megszűnt a török veszély a lakosság csak akkor települt vissza a mai Kominra. Ezt a verziót inkább erősítik a korabeli dokumentumok és a népi hagyomány is Stari Kominnak nevezi az egykori lakóhelyét, mely mintegy 6 km-re fekszik a mai településtől. A település első lakosai nem voltak nagy számban, az 1733-as összeírás 19 családról beszél. Ebből 6 család Čitlukról (Gabele), a többiek Rujnica, Novo Selo, Ljubuški, Broćno, Jasenica, Zažablje, Borovac és Desane falvakból érkeztek.
Komin kezdetben az opuzeni plébániához tartozott, melyet ferences lelkipásztorok vezettek. 1739-ben Stjepan Blašković makarskai püspök úgy határozott, hogy Kominnak, Rogotinnak és Desnének külön plébánost ad, de akkor még a ferencesek ezt nem tudták biztosítani, mivel nem volt szabad papjuk. Végül ez a gond csak 1748-ban oldódott meg, amikor megalapították az komini plébániát, melyhez Rogotin is hozzá tartozott. A falu első papja egy ferences szerzetes volt, aki Kominon lakott. A velencei uralomnak 1797-ben vége szakadt és osztrák csapatok vonultak be Dalmáciába. 1806-ban az osztrákokat legyőző franciák uralma alá került, de Napóleon lipcsei veresége után 1813-ban újra az osztrákoké lett. 1870-ben megnyílt a település első fiúiskolája. 1857-ben 405, 1910-ben 994 lakosa volt. 1901-ben a Galičak-hegyen nagy fogadalmi keresztet állítottak. 1918-ban az új szerb-horvát-szlovén állam, majd később Jugoszlávia része lett. 1919-ben Rogotin levált a komini plébániáról és önálló plébánosa lett. 1928-ban megalakult a komini zenekar és a Gusar sportegyesület. 1938-ban a települést bekapcsolták a vasúthálózatba.  A második világháború idején a Független Horvát Állam része volt. 1950-ben felépült a kultúrház. 1955-ben bevezették az elektromos áramot. 1962-ben nagy földrengés rázta meg a térséget, több régi ház megrongálódott. 1965-ben a Neretva túlpartján megépült az Adria-parti főút. 1968-ban megkezdődött a Neretva alsó folyásának meliorációja, mely közel húsz évig tartott. 1991 óta számít önálló településnek. A településnek 2011-ben 1243 lakosa volt, akik főként mezőgazdaságból éltek és a közeli Ploče üzemeiben dolgoztak.

## Népesség
| Lakosság változása | Lakosság változása | Lakosság változása | Lakosság változása | Lakosság változása | Lakosság változása | Lakosság változása | Lakosság változása | Lakosság változása | Lakosság változása | Lakosság változása | Lakosság változása | Lakosság változása | Lakosság változása | Lakosság változása | Lakosság változása |
| ------------------ | ------------------ | ------------------ | ------------------ | ------------------ | ------------------ | ------------------ | ------------------ | ------------------ | ------------------ | ------------------ | ------------------ | ------------------ | ------------------ | ------------------ | ------------------ |
| 1857               | 1869               | 1880               | 1890               | 1900               | 1910               | 1921               | 1931               | 1948               | 1953               | 1961               | 1971               | 1981               | 1991               | 2001               | 2011               |
| 405                | 751                | 635                | 762                | 921                | 994                | 985                | 1.086              | 1.292              | 1.426              | 1.577              | 1.595              | 1.432              | 1.546              | 1.303              | 1.243              |

## Nevezetességei
- Páduai Szent Antal tiszteletére szentelt plébániatemploma egy a település feletti kisebb magaslaton áll. A templomot 1909 és 1912 között építették a Brač szigetén fekvő Selcán bányászott fehér kőből. Ezért a nép csak bila golubicának, azaz fehér galambnak nevezi. Bár a templomban már 1912-től tartottak istentiszteleteket teljes elkészülte csak 1924-ben Mate Čugalj plébános idejében történt, amikor a szentélyben elhelyezték a főoltárt. A templomot 1924. június 13-án szentelte fel Kvirin Klement Bonefačić püspök. Homlokzatán I. Tomiszláv horvát király ezer évvel korábbi uralkodására (925.) emlékező kőtábla áll. Felette magasodik a piramisban végződő órás harangtorony. A templomhajóhoz csatlakozik a félköríves apszisban záródó szentély. A hajó oldalfalain két körablak, közöttük pedig három biforáma ablak látható. Az apszisnak ötszögletű ablaka van. A templom 32 méter hosszú és 12 méter széles. Története során többször megújították. 1988-ban új harangot helyeztek el a harangtoronyban, melybe ekkor építették a toronyórát. A fehér márvány főoltárt Tomić spliti mester készítette, rajta Szent Antal, Szent József, valamint Szent Cirill és Metód szobraival. A márvány szembemiséző oltárt az 1999-2000 közötti felújításkor helyezték el. A kórus alatt a hajó jobb oldalán emelték a Szűz Mária oltárt, melyet a hívek a mindig segítő Szűzanyának neveznek. A hajó közepén még két oltár állt, melyeket Jézus szíve és a Szeplőtelen fogantatás tiszteletére szenteltek és amelyeket a mai helyükre, a diadalív mellé helyeztek át. A hajó oldalfalainál Szent Antal és Szent Borbála szobrai találhatók. Meg kell még említeni, hogy a mai templomnak két elődje volt. Az első egy Szent Antal kápolna, melyet Komin első lakói építettek az érkezésük után. Később ezt lebontották és a helyére egy nagyobb templomot építettek, melyet viszont a mai templom építése előtt bontottak le a 20. század elején.
- A temetőben áll a Szent Rókus és Liberan kápolna, melyet 1907-ben építettek. Az új plébániatemplom építése idején ezt használták az istentiszteletek céljára. 1983-ba teljesen megújították. Kőből épített oltára felett Szűz Máriát, Szent Rókust és Szent Liberant ábrázoló festmény látható, Kaja Kaer műve 1855-ből.
- A Szent Kereszt kápolnát a Galičakon építették 2001-ben. Előzménye az volt, hogy 1901-ben a hívek megfogadták, hogy a Galičakon ahol akkor emlékkereszt állt amint az lehetséges kápolnát építenek a Szent Kereszt tiszteletére. A fogadalmat végül késői utódaik teljesítették száz évvel később Ivan Madunić tervei szerint.
- A „Luke Mirtovac” lelőhely Komin és Opuzen között a Neretva folyóban található ott, ahol a Mitrovac-patak a Neretvába folyik. A római kori maradványok (amfórák, tegulák, edények, a hajók maradványai), valamint egy folyami kikötő maradványai találhatók itt. A vízből nagyobb mennyiségű megmunkált fa emelkedik ki, amelyek egy darabból készült hajókra utalnak. A lelőhely datálása további kutatások és szakértői elemzések nélkül nem lehetséges.[4]
- Komin egy sajátos Guinness-rekordot is tart, mégpedig az egy helyen összegyűlt Hupikék törpikék számában. 2008-ban a karneválon 533 komini öltözött be hupikék törpikének, ezzel megdöntötték az egy angol iskola diákjai által addig tartott rekordot.

## Gazdaság
A település gazdaságának alapja a mezőgazdaság és a halászat. A mezőgazdaságon belül különösen jelentős a gyümölcstermesztés. A Neretva völgyének legismertebb terménye a mandarin, de ezen kívül termelnek itt őszibarackot, szilvát, nektarint, görögdinnyét, gránátalmát, fügét, szőlőt, almát, sőt rövid ideig sikeres volt a banán kivételével a többi déligyümölcs termesztése is. A talaj meliorációja az 1960-as években kezdődött és közel húsz évig tartott. Ekkor szárították ki a többi között a Neretva torkolatánál lévő Modrič-tavat. A kiszárított területet csatornázták.

## Kultúra
- A település hivatalos ünnepe június 13. Szent Antal napja, de nagy tiszteletnek örvend Szent Borbála is, aki a hagyomány szerint meghallgatva a kominiak imáit megkímélte a települést a járványoktól.
- A polgári szervezetek közül meg kell említeni a Preporod és a KUD Danica egyesületeket.
- A településnek fúvószenekara, mazsorett csoportja van.
- A Neretva torkolatánál található a védett Parila ichtiológiai és madárrezervátum számos állatfaj élőhelye.

## Oktatás
A település első négyosztályos fiúiskolája 1870-ben nyílt meg. Alapiskolája "Ivo Dugandžić-Mišić" nevét viseli, emellett óvoda is működik itt.

## Sport
- A település labdarúgó csapata az NK Gusar Komin, amely a megyei első osztályban szerepel.
- A Gusari, Komin és a  Ništa naglo evezőscsapatok a maratoni evezősversenyeken vesznek részt.